# Santi Gucci

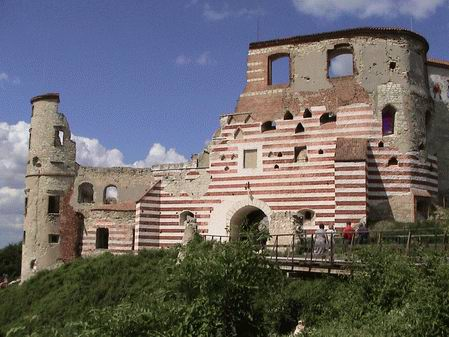
Schloss in Janowiec

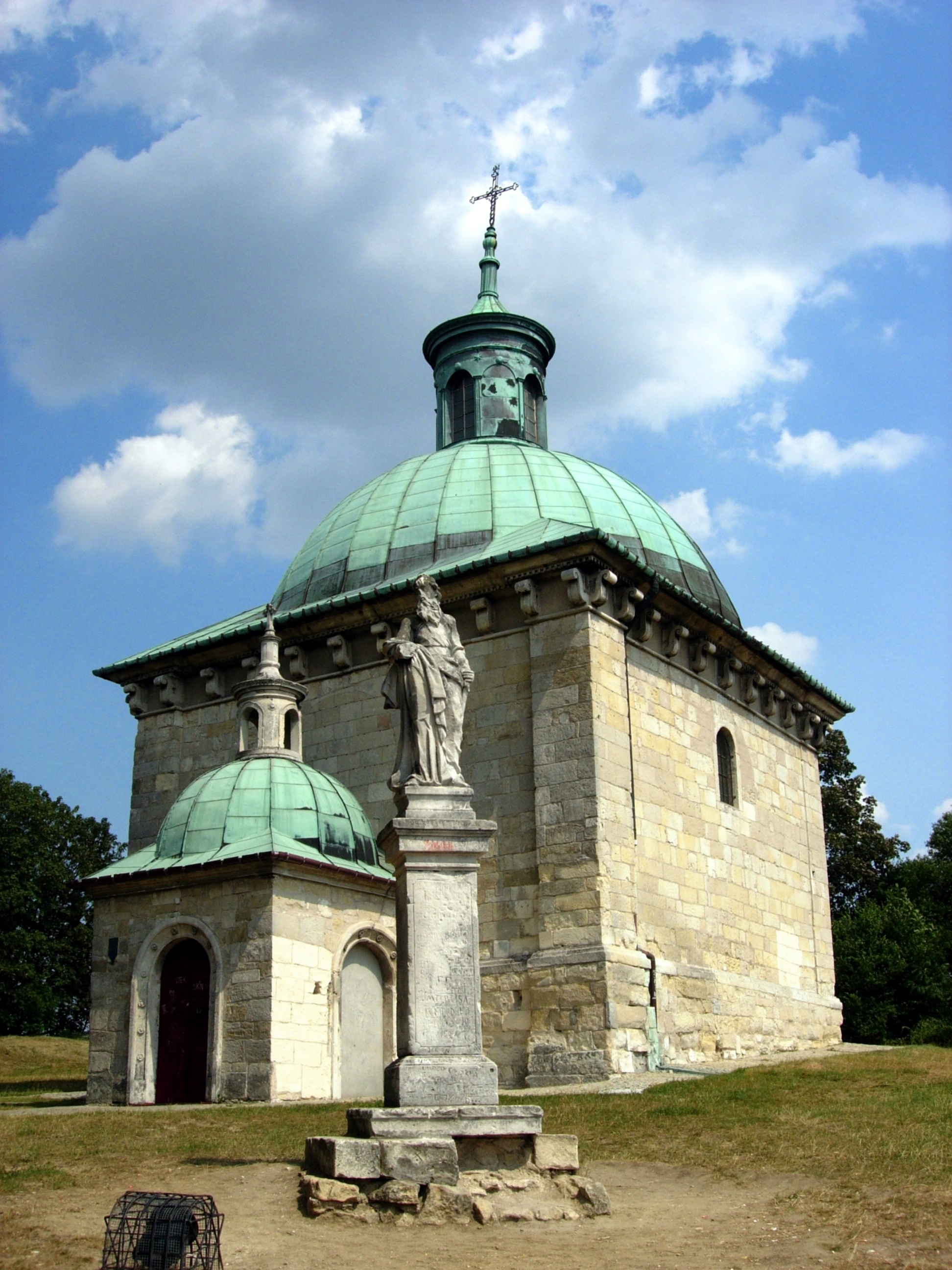
St.-Anna-Kapelle in Pińczów

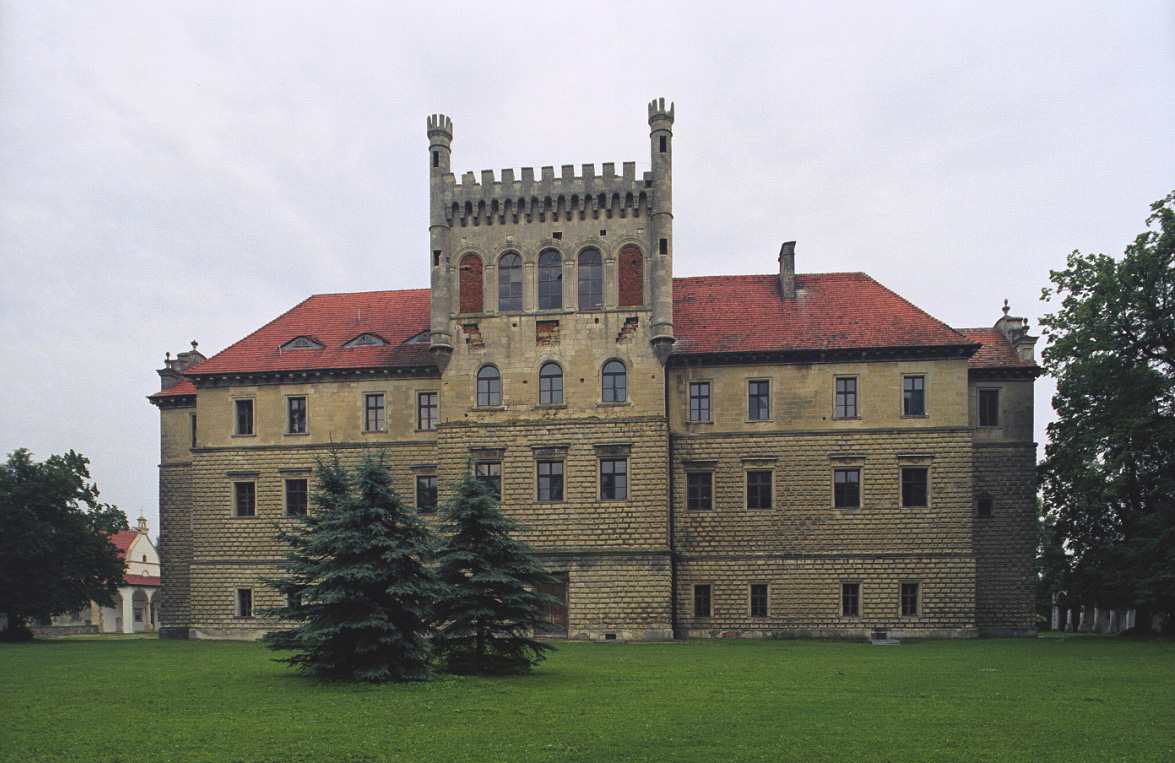
Schloss in Książ Wielki

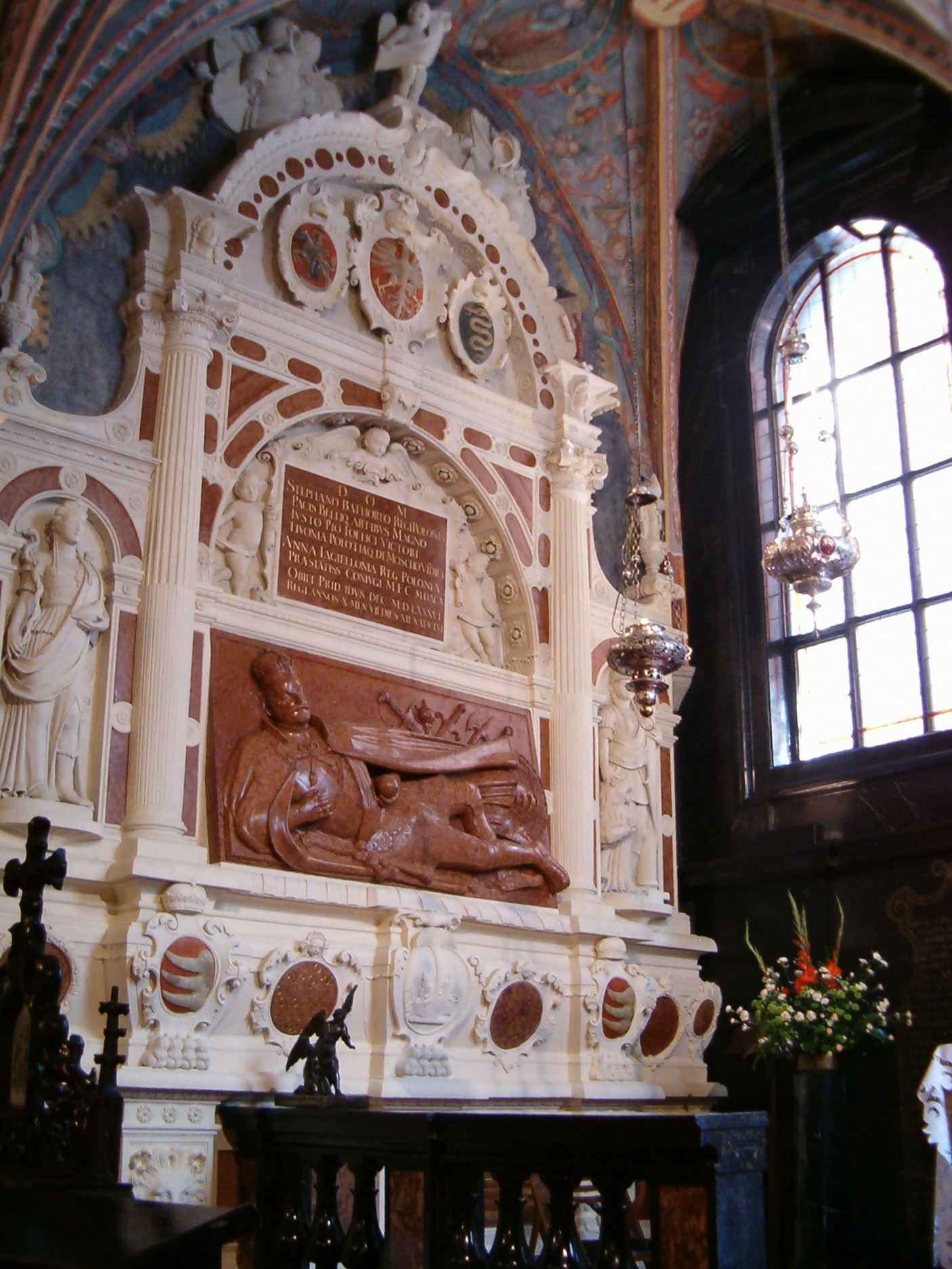
Grabmal für Stephan Báthory

Santi Gucci (* um 1530; † um 1600 in Książ Wielki oder Pińczów) war ein polnisch-italienischer Renaissancearchitekt und Bildhauer.
Santi Gucci kam um 1550 wahrscheinlich aus Florenz nach Polen und wurde dort Hofkünstler des letzten Jagiellonenkönigs Sigismund II. August, von Anna Jagiellonica und Stephan Báthory. Santi Guccis Werkstatt in Pińczów entwickelte sich zu einem Zentrum manieristischer Kunst in Polen. Als einer der erfolgreichsten und fruchtbarsten Architekten seiner Zeit erbaute er eine große Zahl von Adelspalästen in der Ersten Polnischen Republik, darunter von 1565 bis 1585 das Schloss der Familie Firlej in Janowiec an der Weichsel, für die er 1586 auch ein manieristisches Grabdenkmal errichtete, von 1585 bis 1595 den Palast in Książ Wielki für den Krakauer Bischof Piotr Myszkowski, das Palais der Łobszów in Krakau (von 1585 bis 1587), wohl auch das Schloss (Palast der Leszczyńskis) in Baranów Sandomierski. 
Zu weiteren Werke zählen die Grabplatte für Anna Jagiellonica in der Kathedrale des Krakauer Wawel, das Chorgestühl sowie das Grabmal des Stephan Báthory. In Krakau-Zentrum der Umbau des Kapitelhauses, in Niepołomice die Familienkapelle der Branicki und die St.-Anna-Kapelle oberhalb von Pińczów.
Wegen seiner Verdienste für die polnische Krone wurde er in den Adelsstand erhoben.